# Gennaro Sangiuliano
Gennaro Sangiuliano (ur. 6 czerwca 1962 w Neapolu) – włoski dziennikarz, pisarz i eseista, w latach 2022–2024 minister kultury.

## Życiorys
Ukończył studia prawnicze na Uniwersytecie w Neapolu. Na tej samej uczelni doktoryzował się w zakresie prawa i ekonomii. Uzyskał też magisterium z europejskiego prawa prywatnego. W 1994 został profesjonalnym dziennikarzem w ramach zrzeszenia dziennikarzy w Lacjum, współpracował z „Il Foglio”, „L’Espresso” i „Il Sole 24 Ore”. Od 1995 kierował działem reportażu jednej z telewizji, później był redaktorem naczelnym regionalnego dziennika „Roma” oraz zastępcą redaktora naczelnego gazety „Libero”. Zajął się też działalnością akademicką jako wykładowca rzymskich uniwersytetów. Został również dyrektorem szkoły dziennikarstwa na Università degli Studi di Salerno.
Od 2003 był związany z włoskim nadawcą publicznym RAI. Pełnił m.in. funkcję redaktora naczelnego informacyjnych programów regionalnych TGR. W 2019 został zastępcą redaktora naczelnego programu TG1, a w 2018 stanął na czele redakcji programu TG2. Autor publikacji książkowych, w tym esejów oraz biografii (m.in. Władimira Putina, Hillary Clinton, Donalda Trumpa i Xi Jinpinga).
W październiku 2022 objął urząd ministra kultury w utworzonym wówczas rządzie Giorgii Meloni. Podał się do dymisji we wrześniu 2024 po tym, jak ujawniono, że miał romans z influencerką, która została jego asystentką; zakończył urzędowanie w tym samym miesiącu.